# 澤田享
澤田 享（さわだ すすむ、1956年 - ）は、日本の建築学者・建築史家。元秋田公立美術大学教授。建築史家・建築家大岡實博士の最後の愛弟子。財団法人永青文庫（東京都文京区、細川護煕理事長）評議員、秋田県文化財保護審議会委員他多数。日本建築学会、建築史学会所属。工学博士（横浜国立大学にて）。愛知県名古屋市出身。

## 経歴
- 1975年　東海中学校・高等学校卒業
- 1980年　日本大学工学部建築学科卒業
- 1982年　日本大学大学院工学研究科博士前期課程修了
- 1986年 - 1989年　財団法人聖徳太子奉讃会特別研究給費生（本会常務理事大岡實博士、花山信勝博士、坂本太郎博士による研究指導）[1]
- 1987年 - 文化庁奈良国立文化財研究所
- 1988年　広島大学工学研究科博士後期課程修了
- 1992年　特殊法人雇用促進事業団秋田職業能力開発短期大学校講師
- 1998年 - 秋田公立美術工芸短期大学産業デザイン学科助教授就任
- 2002年 - 秋田公立美術工芸短期大学産業デザイン学科教授就任
- 2007年 - 2009年　財団法人永青文庫評議員
- 2013年 - 2022年3月　秋田公立美術大学美術教育センター教授

## 研究分野
日本古建築の様式的研究、日本古建築の修復、復原（元）、日本近代建築の様式的研究、西洋建築史 

## 主な作品と実績
- 国史跡播州赤穂城跡本丸調査発掘・研究（兵庫県）[2]
- 瀬戸内海沿岸地域に於ける中世社寺建築の研究
- 周防長門国山口県に於ける中世社寺建築の様式的研究[3]
- 「第二回西京歴史フォーラムやまぐちの古建築ーその調査と保存」（於：ぱ・る・るプラザ山口、山口市教育委員会、2001年10月13日）
- 国名勝旧池田氏庭園洋館・米蔵・味噌蔵保存修理工事、中の門復原工事の調査指導・監修（建造物、秋田県）[4][5]
- 国名勝旧秋田藩主佐竹氏別邸（如斯亭）庭園復原指導（建造物、秋田県）[6]
- 秋田県近代和風建築総合調査の調査・指導[7]
- 大仙市近代和風建築等総合調査事業の調査・指導（重要文化財佐藤家住宅、重要文化財旧池田家住宅洋館、登録有形文化財旧本郷家住宅、登録有形文化財鈴木酒造店ほか）[8]
- 重要文化財康楽館保存活用計画策定指導・保存修理工事指導（建造物、秋田県）[9][10]
- 遊学舎昭和館（旧佐藤家住宅）移築保存修理工事の調査指導・監修（建造物、秋田県）[11]
- 登録有形文化財旧大島商会店舗移築工事の技術指導・監修（建造物、秋田県）[12]
- 第12回大内氏歴史文化研究会講演会「周防・長門国に於ける中世社寺建築の様式について」（於：山口県立山口図書館レクチャールーム、山口市教育委員会、2019年3月16日）[13]
- 法隆寺文化講演会「日本古建築の構造・装飾細部　蟇股」（於：東京国立博物館平成館大講堂、2023年4月19日）
- 第17回文化財庭園フォーラム「大館に実現された京都の技（わざ）」（秋田県大館市所在 鳥潟会館（建造物担当）、文化財庭園保存技術者協会、後援：秋田県教育委員会、大館市教育委員会、2022年6月26日）[14]

## 受賞歴等
- 1982年3月25日 - 斎藤賞（建築学学術最高優等賞）日本大学桜門建築会
- 1991年10月17日 - 感謝状（山口県山口市野田神社能楽堂保存修理指導）移設事業奉賛会 会長 田中龍夫
- 1995年12月10日 - 感謝状（秋田県文化財保存修理指導）能代市教育委員会
- 1999年2月26日 - 感謝状（秋田県文化財調査桜櫓館）大館市教育委員会
- 1999年11月9日 - 感謝状（秋田県文化財保存修理指導）大館市教育委員会
- 2002年11月23日 - 感謝状（秋田県ゆとり生活創造センター・昭和館保存修理指導）秋田県知事 寺田典城
- 2011年7月12日 - 表彰状（建築紛争調停委員会）秋田市長 穂積志[15]
- 2021年7月12日 - 功労賞（秋田市文化財保護審議会）秋田市長 穂積志[16]
- 2023年3月4日 - 感謝状（大仙市文化財保護審議会、旧池田氏庭園保存整備審議会）大仙市長 老松博行
- 2023年7月12日 - 表彰状（都市環境の創造および保全に関する審議会）秋田市長 穂積志[17]

## 著作
- 新編 小坂町史, 近代化遺産の概要（建造物編担当）, 小坂町町史編さん委員会, pp.686-706, 2023年
- 百宅の記録, 第8章 百宅地区の住居の歴史, 百宅地区の記録保存委員会, 国土交通省, 秋田県由利本荘市教育委員会, pp.244-273, 2020年
- 佐藤家住宅調査報告書−大仙市近代和風建築等総合調査事業−, 大仙市教育委員会, 2020年
- 名勝旧池田氏庭園米蔵及び味噌蔵保存修理工事報告書, 大仙市教育委員会, 2020年
- AGORA 2015年8・9月合併号 第25巻7号, 秋田県・十和田ホテル 秋田杉の宿（取材協力・助言）, 日本航空株式会社, 2015年7月27日
- AGORA 2012年10月号 第22巻8号, 秋田県・旧池田氏庭園洋館 名勝の学び舎（取材協力・助言）, 日本航空株式会社, 2012年9月27日
- 国指定名勝旧池田氏庭園洋館保存修復工事報告書, 大仙市, 2011年
- Show 20 Rows Show 50 Rows Show 100 Rows Show 200 Rows Year: Dsc Year: Asc Article Dsc Article Asc Journal: Dsc Journal: Asc No. of Cited: Dsc Cited by (XX) - 1Intensive insulin therapy, The Journal of the Japan Medical Association 139(-), S202-205, 2010-10
- 秋田県の有形文化財、横手市史、古建築修理工事報告書他、多数
- Study on "Koraku-kan" Theater an important cultural property, 秋田公立美術工芸短期大学紀要 (14), 39-51, 2009年
- 山口市史 史料編, 大内文化 執筆分担（建造物）, 1009頁, 15頁, 図版12枚, A5, 山口市, 2008年10月9日
- 山口県史 通史編 中世, 第6編 中世の文化と宗教 執筆分担（建造物）, 1028頁, 2008年10月
- 周防・長門国に於ける中世社寺建築の研究−その構造細部と装飾細部の特徴−, 秋田公立美術工芸短期大学紀要12, 11-22, 2007年
- 国指定重要文化財 旧香港上海銀行長崎支店-建築家 下田菊太郎の建築, 秋田公立美術工芸短期大学紀要 (10), 1-10, 2005年
- 秋田県の近代和風建築−秋田県近代和風建築総合調査報告書−, 秋田県教育委員会 秋田県文化財調査報告書第382集, pp.22, pp.85-120, 2004年
- 庄内藩大工棟梁小林家旧蔵の慶長期以前の木割書に見られる門について : 棟門(2), 永井康雄, 飯淵康一, 岡田 悟, 357, 渡辺 晶 , 澤田 享 Journal of architecture and building science (18), 453, 2003年12月20日
- 池田家の庭園及び建造物群に関する基礎調査報告書, 秋田県仙北郡仙北町教育委員会 仙北町文化財報告書 第5集, pp.55-78, 2003年
- 登録有形文化財秋田県ゆとり生活創造センター遊学舎昭和館（旧佐藤家住宅）移築保存修理工事報告書, 秋田県生活環境文化部県民文化政策課, 2003年
- 国登録有形文化財・長坂商店の建築の研究, 秋田公立美術工芸短期大学紀要 (6), 23-31, 2001年
- 山口県指定有形文化財・清水寺観音堂の研究, 秋田公立美術工芸短期大学紀要 (4), 35-45, 1999年
- 庄内藩大工棟梁小林家旧蔵の慶長期以前の木割書に見られる一間社について(その1) , 永井康雄,飯淵康一 211, Journal of architecture and building science (6), 246, 1998年10月20日
- 周防・長門国に於ける中世社寺建築の様式的研究 : 守護大名大内氏治下の建築を中心にして(建築歴史・意匠)(学位論文要旨), 建築雑誌. 建築年報 1998, 106, 1998年9月20日
- ON THE FEATURES OF DETAILS FOR THE SHRINES AND THE TEMPLES OF THE MIDDLE AGES IN THE PROVIDENCE OF SUOH AND NAGATO, Journal of architecture,planning and environmental engineering. Transactions of AIJ (495), 207-213, 1997-05-30
- The change of details on the shrines and temples III : On the Kaerumata of Yamaguchi Prefecture in the Middle Age, Summaries of technical papers of Annual Meeting Architectural Institute of Japan. F, Urban planning, building economics and housing problems, history and theory of architecture 1989, 671-672, 1989-09-01
- THE CHANGE OF DETAILS ON SHRINES AND TEMPLES (II) : On the coast area of Seto Inland Sea in the Middle Ages, Summaries of technical papers of annual meeting architectural institute of Japan. Urban planning, building economics and housing problems, history and theory of architecture 1986, 995-996, 1986-07-25
- THE CHANGE OF DETALL'S STYLE ON SHRINES AND TEMPLES (I) : ON THE RAINBOW BEAMS IN THE SHOGUNATE PERIOD, Summaries of technical papers of annual meeting architectural institute of Japan. Urban planning, building economics and housing problems, history and theory of architecture 1985, 599-600, 1985-09-10
- 広島県(建築ガイド), Journal of architecture and building science 100(1233), 48-53, 1985年5月20日
- 現代建築集成3 商工業建築, チャールズ・K・ホイト編纂, 沢田享翻訳, 221頁, 啓学出版社, 1984年12月1日
- 寿福寺禅堂の研究・II : 備後の曹洞宗建築, 建築雑誌. 建築年報 1984, 111, 1984年10月20日
- 寿福寺禅堂の研究・I : 備後の中世曹洞宗仏堂, 建築雑誌. 建築年報 1984, 111, 1984年10月20日
- Study on the medieval shrines and temples in Yamaguchi Prefecture, SAWADA Susumu 学術講演梗概集. 計画系 59(計画系), 2621-2622, 1984年9月
- 廣島東照宮の本地堂について(2), 学術講演梗概集. 計画系 58(建築歴史・建築意匠), 2631-2632, 1983年9月1日
- 広島東照宮本地堂について(計画B), 日本建築学会中国支部研究報告集 10(2), 263-266, 1983年3月12日
- 福島県内に於ける近世社寺建築の研究, 学術講演梗概集. 計画系 56(建築歴史・建築意匠), 2205-2206, 1981年9月
- 近世社寺建築の地方性に関する一考察 (東北支部研究発表会), 狩野勝重 , 澤田享, 建築雑誌. 建築年報. 大会・論文編 1981, 144, 1981年3月20日